# Pedro Saúl Morales
Morales  González est un nom espagnol. Le premier nom de famille, en général paternel, est Morales ; le second, en général maternel, souvent omis, est González.
Pedro Saúl Morales González, né à Samacá (département de Boyacá) le 2 juillet 1965 et mort le 24 mars 2021, est un coureur cycliste colombien des années 1980 et 1990, professionnel de 1986 à 1992. 
L'année 1989 est sa meilleure année en termes de résultats puisqu'il termine huitième de la Vuelta et sur le podium de la Semaine catalane (assorti de deux victoires d'étape).

## Repères biographiques
Excellent grimpeur, Pedro Saúl Morales participe à de nombreuses compétitions internationales sous les couleurs des deux formations professionnelles auxquelles il a appartenu, Postobón et Kelme. Ainsi il prend le départ de deux Tours de France (ceux de 1987 et de 1989 qu'il ne peut terminer) et à cinq Tours d'Espagne.
Le 22 mars 1989, lors de la troisième étape de la Semaine catalane, Pedro Saúl Morales remporte sa première victoire professionnelle en quatre saisons. Dans le groupe de tête sur la route de La Comella, il effectue la sélection, laissant seulement avec lui Pedro Delgado et les Allemands Reimund Dietzen et Peter Hilse. Descendant à toute vitesse sur Andorre-la-Vieille, ils se disputent la victoire au sprint où "Perico" prend le dessus sur ses trois compagnons d'échappée. Il relâche son effort, rassuré de voir sur sa gauche Dietzen battu mais n'aperçoit pas sur sa droite Morales, qui le coiffe sur la ligne. Rarement vainqueur, non-spécialiste du sprint, il se surprend lui-même d'avoir battu un « homme du prestige de Delgado ». Alors âgé de vingt-trois ans, Pedro Saúl Morales justifie la confiance aveugle de son directeur sportif Rafael Carrasco (es) en remportant une seconde étape. Après un travail de la formation Teka pour neutraliser toutes les tentatives de déstabilisation de leur chef de file et leader de l'épreuve Reimund Dietzen, dans les derniers kilomètres de l'étape, celui-ci, avec son coéquipier Peter Hilse, se charge de veiller sur son maillot, en surveillant étroitement ses deux plus dangereux rivaux que sont, comme la veille, Delgado et Morales. Ces derniers attaquent tour à tour mais les Allemands répliquent. Le Colombien a bien un moment vingt-cinq mètres d'avance, l'effort pour combler l'écart condamne définitivement Hilse. Ils abordent les derniers hectomètres à trois. Morales lance le sprint, résiste à l'ultime tentative de Dietzen et s'impose pour la deuxième fois en deux jours. Au classement général, il termine troisième de l'épreuve et s'adjuge, en sus, le trophée des grimpeurs. Morales est le seul coureur colombien à être monter sur le podium de cette compétition. 
Quelques semaines plus tard, il termine huitième de la Vuelta à 7 min 59 s du vainqueur Pedro Delgado.
Blessé avec ses équipiers Néstor Mora et Nelson Rodríguez dans une chute pour n'avoir pas pu éviter une pierre sur la chaussée sur les routes du Tour de Colombie 1989, Pedro Saúl Morales arrive au départ du Tour de France 1989, insuffisamment remis. Les séquelles de cet incident l'empêche de pédaler correctement et de travailler pour son leader Fabio Parra à cent pour cent. Ainsi il ne peut suivre le rythme de ses coéquipiers lors du contre-la-montre par équipes et décide de mettre pied à terre, un jour plus tard lors de la troisième étape.
Morales décède le 24 mars 2021 d'un infarctus survenu lors d'une sortie en vélo sur les routes du département de Huila, où il avait élu domicile.

## Équipes[10]
- 1986 :  Postobón Manzana - RCN
- 1987 :  Postobón Manzana
- 1988 :  Postobón Manzana
- 1989 :  Kelme - Iberia - Varta
- 1990 :  Kelme - Ibexpress
- 1991 :  Kelme - Ibexpress - CAM
- 1992 :  Kelme

## Palmarès
- 1989
  - Semaine catalane
    - 3e du classement général[2]
    - 3e et 4e étapes[2]
    - Classement du meilleur grimpeur[7].

## Résultats sur lesgrands tours

### Tour de France
2 participations.
- 1987 : abandon lors de la 13e étape.
- 1989 : abandon lors de la 3e étape.

### Tour d'Espagne
5 participations.
- 1987 : 13e du classement général.
- 1988 : abandon lors de la 14e étape.
- 1989 : 8e du classement général.
- 1990 : 30e du classement général.
- 1991 : 59e du classement général.

### Tour d'Italie
Aucune participation.

## Résultats sur les championnats

### Championnats du monde professionnels
1 participation.
- Renaix 1988 : Abandon.